# Plumatella agilis
Plumatella agilis är en mossdjursart som först beskrevs av Ernst Marcus 1942.  Plumatella agilis ingår i släktet Plumatella och familjen Plumatellidae. Utöver nominatformen finns också underarten P. a. tica.